# Тајсинг
Тајсинг (њем. Teising) општина је у њемачкој савезној држави Баварска. Једно је од 24 општинска средишта округа Алтетинг. Према процјени из 2010. у општини је живјело 1.893 становника. Посједује регионалну шифру (AGS) 9171131.

## Географски и демографски подаци
Тајсинг се налази у савезној држави Баварска у округу Алтетинг. Општина се налази на надморској висини од 405 метара. Површина општине износи 5,4 km². У самом мјесту је, према процјени из 2010. године, живјело 1.893 становника. Просјечна густина становништва износи 352 становника/km².